# Euphorbia whellanii
Euphorbia whellanii es una especie de planta suculenta de la familia de las euforbiáceas. Es originaria de África, donde se encuentra desde Tanzania a Zambia.

## Descripción
Es una planta suculenta, espinosa, arbusto enano, que en general, mide ± 10 cm de altura, densamente ramificado desde la base, con las ramas por lo general simples; las ramas tuberculadas subcilíndricas, con 17 cm de largo, y 0,35-0,8 cm de diámetro.

## Distribución y hábitat
Se encuentra desde Tanzania a Zambia en las grietas de pendientes de granito con humus, junto con Aloe mzimbana, en lugares húmedos y con sombra parcial, a ± 1.700 metros de altura.
Es muy parecida a Euphorbia isacantha.

## Taxonomía
Euphorbia whellanii fue descrita por Leslie Charles Leach y publicado en Journal of South African Botany 33: 247. 1967.
Etimología
Ver: Euphorbia
whellanii: epíteto otorgado en honor del botánico y entomólogo inglés James A. Whellan (1915 - 1995), quien recolectó plantas en Zimbabue, Malaui y Malasia.
Sinonimia
- Euphorbia nyassae subsp. mentiens S.Carter[4][5][6]